# Jean Asselborn
Jean Asselborn (Steinfort, 27 aprile 1949) è un politico lussemburghese, dal 2004 ministro degli esteri del Lussemburgo.

## Biografia
Dopo una breve esperienza nell'amministrazione comunale della città di Lussemburgo, Asselborn fu amministratore dell'Ospedale Intercomunale di Steinfort e per un lungo periodo sindaco di Steinfort dal 1982 al 2004. Dopo le elezioni legislative del 13 giugno 2004, nel nuovo governo Asselborn divenne Vice Primo Ministro e Ministro degli Affari Esteri. Asselborn mantenne poi le cariche dopo le elezioni del 7 giugno 2009, nel nuovo governo di coalizione tra il suo Partito Operaio Socialista e il Partito Popolare Cristiano Sociale. Nell'ottobre 2012, anche grazie al suo impulso, il Lussemburgo fu eletto per la prima volta membro non permanente del Consiglio di sicurezza delle Nazioni Unite per il 2013 e 2014. Dopo le elezioni legislative del 20 ottobre 2013 Asselborn abbandona la carica di Vice Primo Ministro mantenendo quella di Ministro degli esteri nel governo di coalizione tra Partito Operaio Socialista, Partito Democratico e Verdi.
Jean Asselborn è attualmente il ministro degli esteri dell'Unione europea in carica da più tempo. 
Nel settembre 2016 creò una polemica quando invocò la sospensione o l'espulsione dell'Ungheria dall'Unione europea a causa del suo trattamento dei rifugiati, suscitando critiche da parte di altri ministri europei.